# Socialisme religieux
Le socialisme religieux est un type de socialisme basé sur des valeurs religieuses. Les membres de plusieurs grandes religions ont découvert que leurs croyances sur la société humaine correspondaient aux principes et aux idées socialistes . En conséquence, des mouvements socialistes religieux se sont développés au sein de ces religions. Ces mouvements comprennent le socialisme bouddhiste, le socialisme chrétien, le socialisme islamique et le socialisme juif. D'après l' Encyclopedia Britannica Online, le socialisme est une « doctrine sociale et économique qui appelle à la propriété ou au contrôle public plutôt que privé de la propriété et des ressources naturelles. Selon la vision socialiste, les individus ne vivent pas ou ne travaillent pas isolément, mais vivent en coopération les uns avec les autres. que les gens produisent est en quelque sorte un produit social, et tous ceux qui contribuent à la production d'un bien ont droit à une part de celui-ci. La société dans son ensemble devrait donc posséder ou au moins contrôler la propriété au profit de tous ses membres. [...] Les premières communautés chrétiennes pratiquaient aussi le partage des biens et du travail, une forme simple de socialisme suivie par la suite dans certaines formes de monachisme. Plusieurs ordres monastiques perpétuent ces pratiques aujourd'hui ».